# Kaziczene
Kaziczene (bułg. Казичене) – wieś w Bułgarii; 4900 mieszkańców (2010).